# Маммадов, Риад
Риа́д Мамма́дов (наст. Риа́д Тахи́р оглы́ Маме́дов, азерб. Riad Tahir oğlu Məmmədov, род. 11 января 1989, Баку) — пианист, музыковед, исполнитель джаза и классической музыки. По приглашению Теодора Курентзиса назначен специальным музыкальным советником церемонии открытия Первых Европейских Игр 2015 года в Баку. Участник музыкальных фестивалей в России, Азербайджане, Канаде. Один из нескольких профессиональных музыкантов в мире, работающих в жанре джаз-мугам.

## Биография
Риад Маммадов родился в Баку, в семье художников. Отец Риада — заслуженный художник Азербайджана, профессор Азербайджанской государственной художественной академии Тахир Мамедов, мать — Наиля Исмаилова — искусствовед и научный сотрудник, заведующая отделом фонда в Азербайджанской государственной картиной галерее. Свои первые концерты пианист стал давать в возрасте 7 лет.
Выпускник Московской государственной консерватории им. П. И. Чайковского (2012) и аспирантуры по специальности «фортепиано» (класс заслуженной артистки РФ, профессора К. В. Кнорре). Окончил теоретическую аспирантуру в качестве музыковеда под руководством профессора В. Н. Холоповой. Также учителями Риада Маммадова были М. Лидский, Саида Бехбутова, В. К. Мержанов, А. З. Бондурянский, Э. Назирова. Окончив обучение, Риад Маммадов стал приглашённым артистом Пермского театра оперы и балета им. П. И. Чайковского, художественный руководитель Теодор Курентзис.
Участник международного Дягилевского фестиваля в 2014, 2015, 2016, 2017 годах.
Риад Маммадов выступал с Московским молодёжным камерным оркестром «Veritas», Канадским камерным оркестром «Niagara Silkway», Азербайджанским государственным симфоническим оркестром, Государственным камерным оркестром им. К. Караева, с оркестром «MusicAeterna», Новым Мюнхенским оркестром, Государственным Академическим камерным оркестром Новосибирской филармонии под управлением таких дирижёров, как Теодор Курентзис, Филипп Чижевский, Максим Емельянычев, Алекс Скорьер, Теймур Геокчаев, Фуад Ибрагимов, Эйюб Кулиев и других.
Выступления Риада Маммадова проходили в Большом зале Московской консерватории, Большой сцене Пермского театра оперы и балета им. П. И. Чайковского, Азербайджанской государственной филармонии им. М. Магомаева, «Новой сцене Александринского театра», ГМИИ им. А. С. Пушкина.
Риад Маммадов принимал участие в фестивалях: «Primavera Classica» (Россия), Международный фестиваль им. Узеира Гаджибейли (Азербайджан), «Летний Джазовый фестиваль в Большом Зале Московской Консерватории» (Россия), «Niagara Music» (Канада), «Проект музыкального ковчега» Владимира Мартынова (Россия), «Caspian Jazz & Blues Festival», «International Baku Jazz Festival» (Азербайджан), Electro Jazz Festival в Электротеатре Станиславский (Россия).
В апреле 2020 года появились сразу два музыкальных релиза Риада Маммадова. Дебютный сингл в жанре джаз-мугам с композицией «Waiting for Aziza» («В ожидании Азизы») и дебютный мини-альбом классической музыки Surrogate Dreams II («Суррогатные мечты II»), в котором представлены фортепианные Шопена, Чайковского и Дебюсси. 
За время самоизоляции весны-лета 2020 года написал и записал виниловую пластинку You are an Island с двумя фортепианными пьесами на одной стороне и одной эмбиент-композицией на другой.

## Дискография
- 2020 — Surrogate Dreams II — мини-альбом классической музыки
- 2020 — Waiting for Aziza — сингл в жанре джаз-мугам